# لوتبینییر، کبک
لوتبینییر (به فرانسوی: Lotbinière) شهری در منطقه شهری لوتبینییر ناحیه شودییر-آپالاش در استان کبک کانادا است. در سرشماری سال ۲۰۱۱ این شهر ۹۱۳ نفر جمعیت داشته‌است و مساحت آن ۷۸٫۴۷ کیلومتر مربع است.